# نیتوکریس
نیتوکریس یا نیتیکرت به گمانی واپسین فرعون دودمان ششم مصر باستان و نخستین فرعون زن در تاریخ مصر بوده است. نام او که از زبان یونانی آمده است در تاریخ‌نامه هرودوت و نوشته‌های مان‌تو دیده می‌شود ولی جایگاه تاریخی راستین او در ابهام است. به نظر می‌آید که اگر او به راستی شخصیتی تاریخی بوده باشد، می‌بایست دختر پپی دوم و شهبانو نیث و نیز خواهر مرنرع باشد.

## در نوشتار هرودوت
همسر نیتوکریس مرنرع دوم بود که در یک سو قصد ترور شد. هرودوت می‌نویسد که او برای اینکه انتقام همسر خود را از کشندگانش بگیرد آن‌ها را به مجلسی دعوت کرد و سپس اتاقی را که آن‌ها در آن حضور داشتند با آب نیل پر ساخت تا غرق شوند:
...(نیتوکریس) پس از برادرش بر تخت نشست. او شاه مصر بود و توسط زیردستانش به قتل رسید؛ همان کسانی که سپس همسرش را به قدرت رساندند. مصمم برگرفتن انتقام از کشندگان همسرش، او طرح نقشه‌ای را ریخت که بسیاری مصریان را کشت. او اتاقی بزرگ در زیرزمین ساخت و با قصد به آب بستنش، ضیافتی بر پا ساخت و همه‌ی کسانی را که می‌دانست نقشی در کشتن شوهرش داشتند دعوت کرد. ناگهان هنگامی که آن‌ها در حال خوردن غذا بودند، او آب را توسط دالانی در دیوار به سوی اتاق روانه ساخت.